# Axa Canada
Axa Canada était une compagnie d'assurance canadienne qui fut fondée en 1905 sous le nom la société d'assurance Provinces Unies. Axa devient AXA à la suite de son acquisition, un premier pas vers le marché du Québec,
En mai 2011, AXA Canada fut vendue à la division assurances de la Financière Intact et devient Intact Assurances. Le bureau chef est demeuré au 2020 University, dans le centre-ville de Montréal, la tour Axa fut renommée la tour Intact.

## Produits et Services

### Assurance Auto
Axa Canada fournie une assistance routière gratuite à l'achat d'un nouveau contrat de l'assurance automobile. Également, l'inspection est gratuite.